# آندراش یکم
آندراش یکم (به مجاری: I. András)(مرگ ۱۰۶۰) پادشاه مجارستان از ۱۰۴۶ تا زمان مرگش بود.

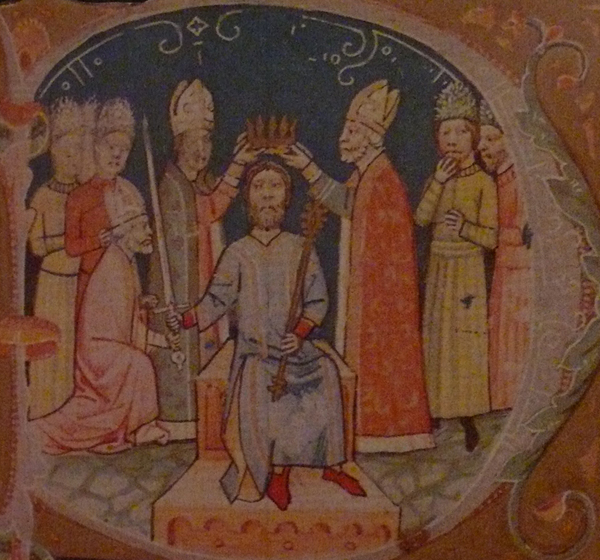
تاج‌گذاری آندراش یکم

او از دودمان آرپاد بود، پانزده سال از زندگیش را در تبعید گذرانده‌بود و در خلال شورش مجارهای پاگان به پادشاهی رسید. او هم توانست مسیحیت را در مجارستان نیرومند کند و هم پایه‌های استقلال این کشور را از امپراتوری مقدس روم استوار کند.